# Berlin-Wartenberg
Wartenberg ist ein Ortsteil im Bezirk Lichtenberg in Berlin. Im Sprachgebrauch ist meist nicht der alte Dorfkern gemeint, sondern das Neubaugebiet Wartenberg, das zum benachbarten Ortsteil Neu-Hohenschönhausen gehört und sich auf der früheren Feldmark von Wartenberg befindet.

## Lage
Wartenberg befindet sich im nördlichen Teil des Bezirks Lichtenberg. Der Ortsteil grenzt an die benachbarten Ortsteile Malchow, Neu-Hohenschönhausen und Falkenberg sowie an den brandenburgischen Landkreis Barnim.

## Geschichte

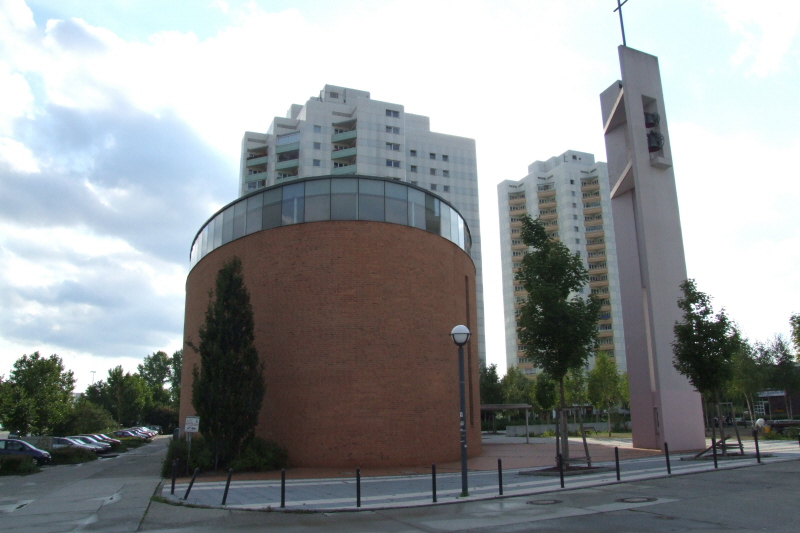
Neue Kirche der Gemeinde Berlin-Wartenberg in Neu-Hohenschönhausen

Markgraf Albrecht der Bär holte ab 1157 neue Siedler nach Brandenburg, die insbesondere aus der Altmark, dem Harz, Flandern und den Rheingebieten kamen. Die Neuankömmlinge nahmen nicht selten die geografischen Bezeichnungen (Ortsnamen) ihrer Heimat mit und gründeten Angerdörfer und Straßendörfer (wie z. B. Wartenberg und Falkenberg). Auf diese Weise wird um 1230 auch Wartenberg (es gibt gleichnamige Orte in der Altmark) entstanden sein.
In die Zeit von 1250 wird der Bau der ehemaligen Dorfkirche Wartenberg datiert. Der Bau zählte bis zu seiner Zerstörung 1945 zu den schönsten Dorfkirchen Berlins, einige Inventargegenstände, wie der Marienaltar wurden allerdings schon vor der Zerstörung entfernt und können heute in der Hohenschönhauser Taborkirche und im Märkischen Museum betrachtet werden.
Die erste urkundliche Erwähnung des Dorfes fand 1270 statt: Bernhardus de Wardenberge wurde in einer Urkunde der brandenburgischen Markgrafen erwähnt. Rund 100 Jahre später fand eine weitere Erwähnung im Landbuch Karls IV. statt. Darin wurden die Besitztümer Wartenbergs angegeben: 1375 waren es 53 Hufen, wovon drei dem Dorfpfarrer zustanden und einer der Dorfkirche. Daneben gab es acht Kossäten, einen Krug sowie einen Lehnsschulzen.
Bis 1448 war das Dorf in Besitz mehrerer Berliner und Cöllner Bürger, unter anderem der Familien Blankenfelde und Boytin. Nach dem „Berliner Unwillen“ verloren diese ihre Besitztümer an Kurfürst Friedrich II. (genannt „Eisenzahn“), der diese wiederum an lehnstreue Vasallen verteilte, darunter auch die Adelsfamilie Röbel, der auch die umliegenden Dörfer Hohenschönhausen und Buch gehörten. 1451 wurde das Dorf in zwei Rittergüter aufgeteilt.
Im Jahr 1783 erwarb der preußische Staatsminister Otto von Voß das Gut Wartenberg, er legte die beiden Rittergüter wieder zusammen und ließ sich ein neues Gutshaus mit Wirtschaftsgebäude errichten. Nach seinem Tod 1823 erbten zunächst seine drei Söhne das Gut, sein ältester Sohn Carl wurde nach dem Tod der beiden Jüngeren alleiniger Herrscher über Wartenberg.

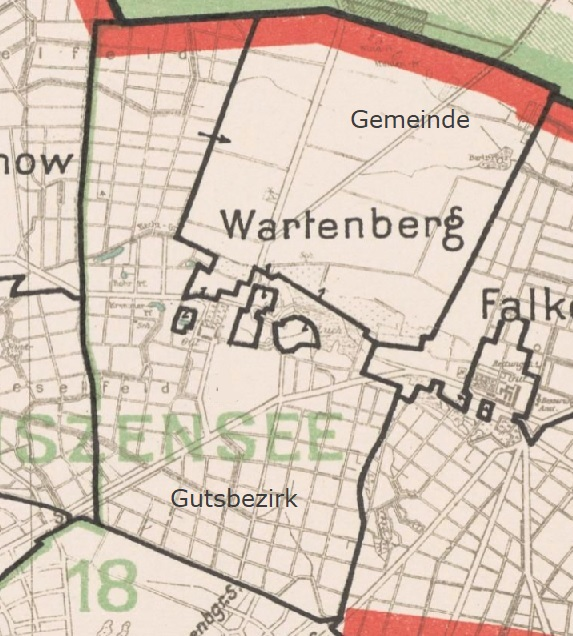
Die Gemeinde und der Gutsbezirk Wartenberg in den Grenzen von 1920

Die Stadt Berlin kaufte 1882 das Gut Wartenberg und begann mit der Anlage von Rieselfeldern. Das Gut selbst wurde zum Vorwerk des Stadtgutes Malchow. Die Landgemeinde und der Gutsbezirk Wartenberg gehörten zum Kreis Niederbarnim der preußischen Provinz Brandenburg.
1920 folgte mit dem Groß-Berlin-Gesetz die Eingemeindung der Gemeinde und des Gutsbezirks; diese bildeten nun den Ortsteil Wartenberg des damaligen 18. Verwaltungsbezirks Weißensee.
Am 21. April 1945 wurde die Dorfkirche von Wehrmachtsangehörigen gesprengt, da sie andernfalls als Orientierung für die anrückende Rote Armee hätte dienen können. Diese erreichte trotz der Sprengung noch am selben Tag gegen 10:30 Uhr den Dorfkern, was gleichzeitig eine der ersten Grenzüberschreitungen Berlins darstellt.
Am 1. September 1985 wurde Wartenberg Teil des neuen Bezirks Hohenschönhausen, der 2001 im heutigen Bezirk Lichtenberg aufging.
Baulich ist Wartenberg sehr unterschiedlich gestaltet. Rund um die Gaststätte „Wartenberger Hof“ finden sich zahlreiche neu errichtete Einfamilienhäuser und im Dorfkern gibt es noch alte Bauernhöfe. Vor dem Zweiten Weltkrieg entstanden die Siedlung Wartenberg und die Siedlung Falkenhöhe im Nordosten des Ortsteils sowie im Nordwesten die Siedlung Margaretenhöhe, die ursprünglich zu Malchow gehörte.
Nördlich des Ortskerns wird seit 2000 der Landschaftspark Wartenberger Feldmark als Naherholungsgebiet auf den ehemaligen Rieselfeldern entwickelt. Die Wartenberger und Falkenberger Feldflur wurde 2023 zum Landschaftsschutzgebiet erklärt.

## Bevölkerung
| Jahr | Einwohner |
| ---- | --------- |
| 1858 | 0273      |
| 1871 | 0299      |
| 1880 | 0373      |
| 1890 | 0486      |
| 1900 | 0503      |
| 1910 | 0439      |
| 1919 | 0397      |
| 1925 | 0400      |
| 1939 | 1667      |
| 1946 | 1779      |
| 1950 | 1848      |
| 1963 | 1736      |

| Jahr | Einwohner |
| ---- | --------- |
| 1991 | 1022      |
| 1995 | 1347      |
| 2000 | 2067      |
| 2007 | 2441      |
| 2010 | 2355      |
| 2015 | 2477      |
| 2020 | 2578      |
| 2021 | 2604      |
| 2022 | 2653      |
| 2023 | 2645      |
| 2024 | 2669      |

Quelle ab 2007: Statistischer Bericht A I 5. Einwohnerregisterstatistik Berlin. Bestand – Grunddaten. 31. Dezember. Amt für Statistik Berlin-Brandenburg (jeweilige Jahre)

## Wirtschaft, Kultur und Bildung
Die bis 1990 im ehemaligen Gutshaus bestehende Ingenieurschule Wartenberg wurde abgewickelt, die Gebäude saniert und umgebaut und die Anlage um einen Wohnpark mit Reihen-, Doppel- und Einfamilienhäusern ergänzt.
Neue Kleingewerbetriebe entstanden nach der Wende rund um häusliche Dienstleistungen wie eine Tischlerei, eine Heizungs- und Sanitärfirma, ein Garten-Bauhof, eine Autowerkstatt.
Auf dem Vorplatz des S-Bahnhofs Wartenberg im benachbarten Neu-Hohenschönhausen veranstaltet das Umweltbüro Lichtenberg mit dem Bezirksamt das Wartenberger Frühlingsfest. Das ist eine Mitmachveranstaltung, bei der sich die Besucher über alle Fragen zum Umweltschutz ausführlich informieren und selbst aktiv werden können.
Im Ortsteil gibt es eine Grundschule sowie das ehemalige Ausbildungsgelände der Polizei und Feuerwehr von Berlin in der Astridstraße, das zu einem Gewerbegebiet umgestaltet wurde.

## Naturschutz
Im Ortsteil Wartenberg liegt ein Teil der Wartenberger und Falkenberger Feldflur, eine große Fläche, die teilweise auch landwirtschaftlich genutzt wird. Das Bezirksamt Lichtenberg hat dieses Gebiet im Mai 2023 als neues Landschaftsschutzgebiet ausgewiesen. Zur Kennzeichnung wurde ein Findling am Eingang dieses Bereiches mit einer entsprechenden Hinweistafel versehen. Die Einweihung dieses Marksteins haben die Umweltstadträtin Filiz Keküllüoğlu und der Leiter des Lichtenberger Naturschutzamtes, Conrad Masius, im Dezember 2023 vorgenommen. Das gesamte Gebiet umfasst eine Fläche von 640 Hektar, in dem auch der Malchower See und der Gehrensee liegen. Die Unterschutzstellung wurde aus Gründen des „Erhalts der Artenvielfalt, der strukturellen Vielfalt, der Eigenart und Schönheit sowie der Sicherung der Grün- und Biotopverbundflächen“ beschlossen.

## Verkehr
Der Bahnhof Wartenberg liegt südlich des Ortsteils in Neu-Hohenschönhausen. Bis 2002 gehörte dieses Gebiet noch zu Wartenberg. Der Ortsteil wird durch zwei Buslinien bedient. Mit der Linie 256 der BVG bestehen Fahrmöglichkeiten über Neu- und Alt-Hohenschönhausen nach Lichtenberg. Mit der Linie 893 der Barnimer Busgesellschaft werden Verbindungen über Lindenberg nach Buch angeboten. Nachts verkehrt die Buslinie N56 als Ringlinie von Wartenberg über Alt- und Neu-Hohenschönhausen.
Die wichtigsten Straßen des Ortsteils sind die Dorfstraße mit Verbindungen nach Malchow und Neu-Hohenschönhausen sowie die Lindenberger Straße ins Umland. Im Nordwesten wird Wartenberg an der Siedlung Margaretenhöhe von der Bundesstraße 2 tangiert.

## Persönlichkeiten des Ortsteils
- Dietrich Besler (* 1919), langjähriger LPG-Vorsitzender in Wartenberg